# Friedrich Ludwig zu Solms-Wildenfels und Tecklenburg

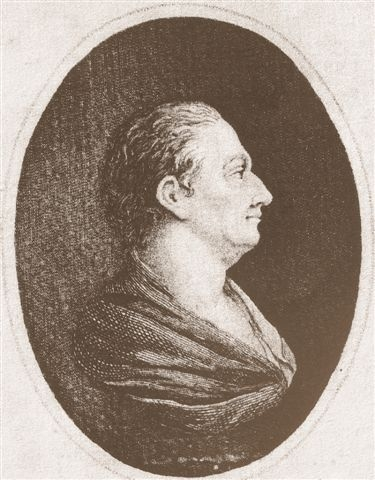
Friedrich Ludwig Graf zu Solms-Wildenfels und Tecklenburg

Friedrich Ludwig Graf zu Solms-Wildenfels und Tecklenburg (* 2. September 1708 in Königsberg (Preußen); † 27. August 1789 in Sachsenfeld) war ein russischer Offizier und kursächsischer Staatsmann.

## Leben
Er stammte aus dem Adelsgeschlecht der Grafen zu Solms und war der Sohn des preußischen Wirklichen Kammerherrn und Generalmajors Heinrich Wilhelm zu Solms-Wildenfels (1675–1741) und der Helene Dorothea geb. Gräfin Truchseß von Waldburg (1680–1712).
Bereits frühzeitig verlor er seine Mutter am 11. Juli 1712. Nachdem sein Vater am 16. April 1713 erneut heiratete, fand er in der Burggräfin Sophie Albertine von Dohna-Schlobitten (1674–1746) eine Stiefmutter. Auf der Flucht vor der Pest ließen sich seine Eltern in Wildenfels nieder, wo er Privatunterricht erhielt. Mit 13 Jahre ging Friedrich Ludwig auf das Pädagogium und 1724 an die Universität Halle. Zwei Jahre später wechselte er an die Universität Leipzig. 1729 promovierte er dort mit der Dissertation De Maioratu, die er Kaiser Karl VI. widmete. Dadurch erhielt er die Zusage einer Stelle als Reichshofrat am Reichskammergericht in Wetzlar bei Johann Jakob von Zwierlein. Doch schlug er nicht die Beamtenlaufbahn ein, sondern ließ sich in der Herrschaft Bielitz in Oberschlesien nieder, die sein Vater angekauft hatte, um sich der Landwirtschaft zu widmen. Doch fand er letztendlich daran keinen Gefallen und schlug kurzerhand die Militärlaufbahn ein, als ein russisches Hilfsheer von 18.000 Mann in Oberschlesien aufgestellt wurde, in das er mit Zustimmung seines Vaters im Juni 1735 als Fähnrich eintrat.
Unter dem Oberbefehlshaber Feldmarschall Graf von Münnich wurde Graf Solms Kompaniechef im Türkenkrieg, in dem er 1737 eine Verwundung erlitt. Nachdem er sich von seiner Verletzung erholt hatte, hielt er um die Hand der jüngsten Tochter des Feldmarschalls Münnich an. Gräfin Beate starb jedoch alsbald an den Blattern, so dass er deren ältere Schwester Louise Dorothea (1710–1775), verwitwete von Schaumburg, 1739 in Kiew heiratete.
1740 verwaltete Graf Solms für einige Monate die Herrschaft Wartenberg, die bislang dem in die Verbannung geschickten Herzog Ernst Johann von Biron gehörte. Im März 1741 wurde er zum Wirklichen Geheimen Rat und russischen Gesandten am sächsischen Hof in Dresden ernannt und erhielt durch Kurfürsten Friedrich August II. von Sachsen den polnischen Weißen Adlerorden. Er erwarb 1744 das Rittergut Großrückerswalde inklusive der zugehörigen Güter Niederschmiedeberg und Kühnhaide. 1745 wurde er zum Landeshauptmann des Erzgebirgischen Kreises bestellt, welches Amt er bis 1788 innehatte. Während der 1771/72 im Erzgebirge grassierenden Hungersnot erwies sich Solms als ein Wohltäter für die notleidende Bevölkerung. Gustav Beyer schreibt 1923 in seiner Beierfelder Chronik die folgenden verehrenden Sätze über Solms:

„In der furchtbaren Teuerung und Hungersnot 1771–73 zeigte sich sein menschenfreundlicher Eifer im schönsten Licht. Durch unablässige Vorstellungen suchte er alle nur mögliche Hilfe für die hungernden Erzgebirgler zu schaffen. Er selbst reiste nach Böhmen und sammelte dort Nahrungs- und Unterhaltsmittel. Er erreichte es, daß 2000 arme Kinder, die sonst elend hätten umkommen müssen, regelmäßig Brot und geregelten Unterricht erhielten. Allein 16000 Thaler an Unterstützungen sind durch seine Hand gegangen. Für Arbeitslose schuf er Verdienst und Brot, indem er seinen Garten in Sachsenfeld erweitern ließ.“

Als Graf von Münnich in Ungnade fiel, traf ihn diese ebenfalls. Er zog sich daraufhin auf das Land zurück, zumal sein Vater verstorben war und dessen Besitzungen zu verwalten waren. Er ließ sich auf dem Rittergut Sachsenfeld bei Schwarzenberg im Erzgebirge nieder, auf dem er 1789 starb. Er wurde in der Gruft der Peter-Pauls-Kirche in Beierfeld bestattet, deren Patronatsherr er als Rittergutsbesitzer von Sachsenfeld war. In einem hinzugemieteten Bauernhaus besaß er eine Bibliothek von mehr als 10.000 Bänden. In Sachsenfeld gründete Solms 1743 die Freimaurerloge Drei Rosen, die später nach Rußdorf verlegt wurde und dort erlosch.

## Nachkommen
Graf Solms hatte folgende fünf Kinder:
- Christoph Heinrich Friedrich (* 26. Dezember 1741 in Dresden; † 12. März 1829 in Freiberg)
- Ludwig Ernst (* 2. Juni 1743 in Sachsenfeld; † 4. November 1768 ebenda)
- Otto Wilhelm (* 30. Juli 1744 in Rückerswalde; † 27. November 1793 in Sachsenfeld)
- Christian August (* 5. September 1748 in Rückerswalde; † 31. Oktober 1763 in Sachsenfeld)
- Sophie Amalie Luise (*/† 1751 in Rückerswalde)

## Werke
- De Maioratu. Diss. Universität Leipzig, 1729
- Übersetzung der Oden des Horaz. (3. und 4. Buch) Braunschweig: Verlag des grossen Waisenhauses, 1757/58
- Fragmente zur Solmsischen Geschichte. Dresden und Leipzig, 1785